# Ostrów Tumski (Breslavia)

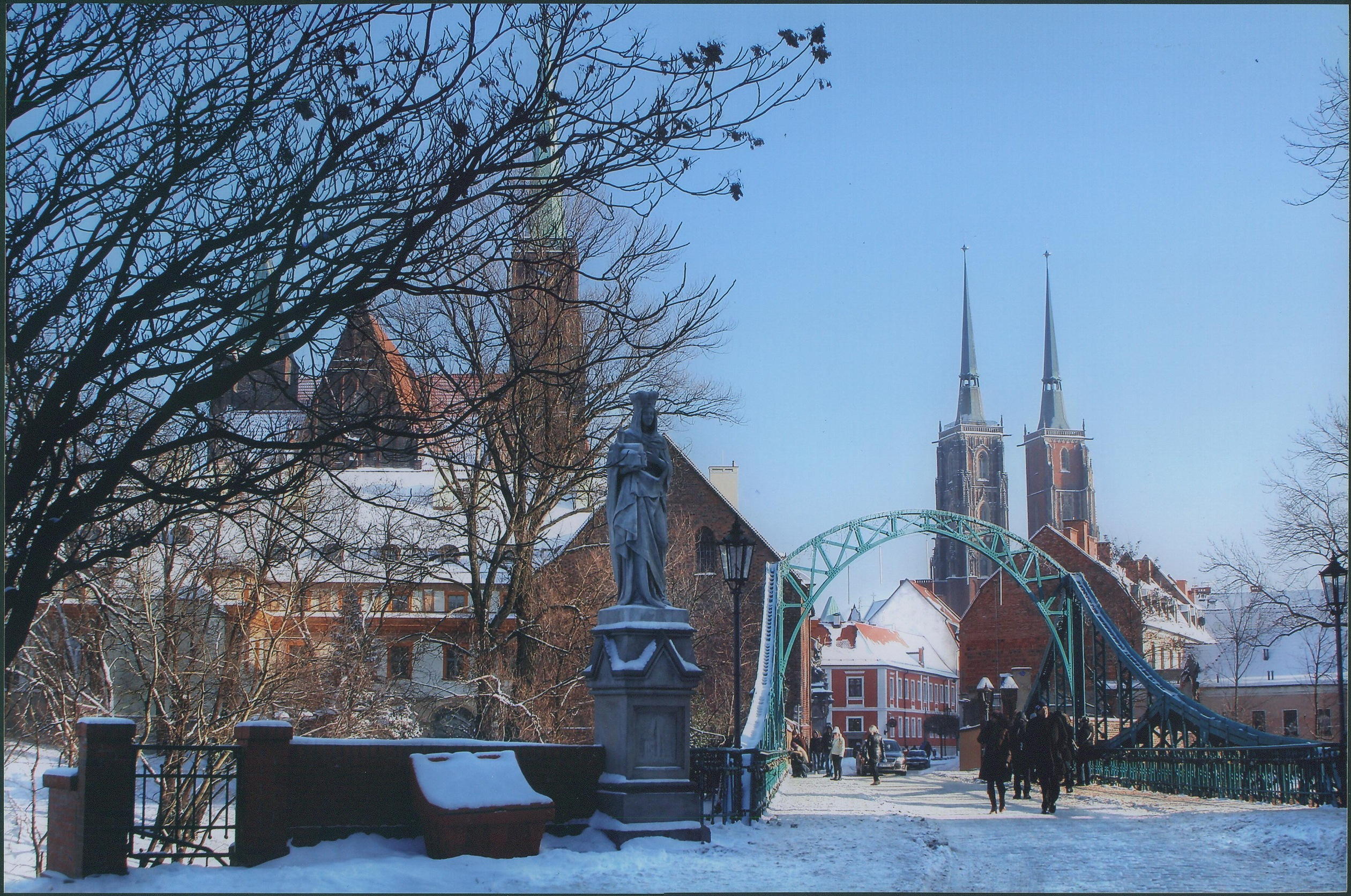
veduta dell'isola dal ponte che la collega alla città.

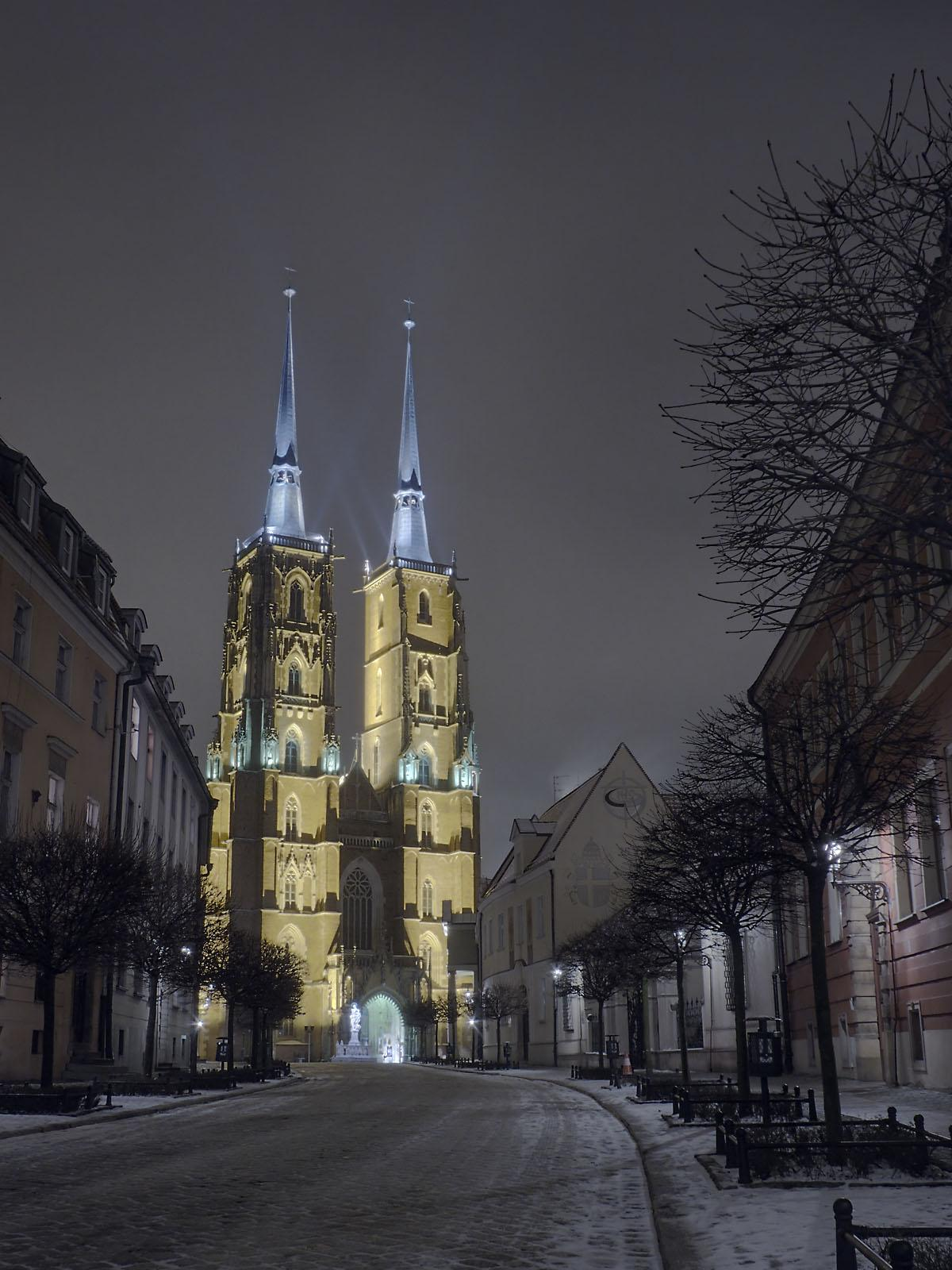
Cattedrale di Breslavia.

Ostrów Tumski, letteralmente l'Isola della Cattedrale, è la parte più antica della città di Breslavia, in Polonia.
Bagnata dalle acque dell'Oder è costituita dal vecchio borgo, sorto intorno al castello e divenuto in seguito città. Conserva splendidi monumenti architettonici. I più grandiosi tra essi sono quelli ricostruiti scrupolosamente dalle macerie della guerra: le gotiche Cattedrale di San Giovanni Battista e la Collegiata di Santa Croce.